# Bajo Muela
Bajo Muela es una localidad peruana ubicada en el distrito de Lagunas, perteneciente a la provincia de Ayabaca del departamento de Piura, al norte del Perú. 

## Ubicación
Bajo Muela se ubica al sur de la provincia de Ayabaca, en el distrito de Lagunas, en el departamento de Piura.

## Demografía
En 2017 Bajo Muela tenía una población de 23 habitantes.